# Антидемпінгове розслідування
Антидемпінгове розслідування — розслідування, що проводяться урядами країн-імпортерів з метою виявлення субсидування імпортних товарів державою чи фірмою експортером для поставки їх на зовнішній ринок за демпінговими цінами. За результатами розслідувань застосовуються антидемпінгові та компенсаційно-митні обмеження.